# Diego Jokas
Diego Jokas Sztulwark (27 de noviembre de 1976) es un periodista deportivo, locutor y presentador de radio y televisión uruguayo. Actualmente es relator de los partidos de la Liga Uruguaya de Básquetbol y el Campeonato Uruguayo de Primera División con producción de Tenfield. También forma parte de las coberturas de Teledoce de diferentes eventos deportivos.

## Carrera
Comenzó en los medios en la radio en el año 1992, de la mano de Alberto Sonsol. Tuvo pequeñas participaciones en la Radio Universal. Luego participó en relatos y comentarios de partidos de la Liga Uruguaya de Ascenso, en distintas radios uruguayas como Sport 890. Actualmente es uno de los principales relatores de la Liga Uruguaya de Básquetbol y el Campeonato Uruguayo de Primera División en dicha radio. Además participa del programa Último al arco.
En televisión, forma parte de la lista de periodistas deportivos del canal Teledoce desde comienzos de la década de 2000. Ha estado en las transmisiones de Mundiales de fútbol, Copa América, entre otras competencias. Entre 2006 y 2015 cocondujo 6,75 Básquet, programa dedicado al baloncesto en Uruguay, junto a Alberto Sonsol y Federico Buysán. Fue presentador del programa Gol uruguayo, emitido en TyC Sports, hasta el año 2019. También es uno de los principales relatores de baloncesto y fútbol en el canal VTV, con la producción de Tenfield.
Fue panelista y participante de Todos contra mí entre 2018 y 2019. En 2020, se sumó al equipo de periodistas del programa dominical Polideportivo en su regreso tras diecinueve años de su salida al aire en su primera etapa. También es columnista en deportes del magacín matutino Desayunos informales, presentado por Victoria Zangaro y Jorge Echagüe.

## Vida privada
En 2014 nació su primer hijo, Santino. En 2021 se separó de su esposa tras 19 años de relación. Pertenece a la colectividad judía.